# Brunstad Christian Church
Brunstad Christian Church (BCC), förr känd under namnet Den Kristelige Menighet, ofta kallad för Smiths vänner eller lokalt i Norge för Brunstad Kristelige Menighet, är ett världsomspännande kristet trossamfund och en dissenterförsamling som startades i början av 1900-talet i Vestfold i Norge. I dag är församlingen verksam i över 65 länder, spridda över hela världen. I Norge uppgår medlemsantalet till 8 177 (år 2016). Församlingen har sitt ursprung i samma karismatiska tradition som pingströrelsen, men skiljer sig på flera sätt från denna. Brunstad Christian Church är det enda internationella trossamfund som har sitt ursprung i Norge. Församlingen fick det inofficiella namnet "Smiths vänner" efter grundaren Johan Oscar Smith. Idag är församlingen organiserad med ett inofficiellt medlemsregister och det kallar sig självt för Brunstad Christian Church.

## Utvecklingen
Johan Oscar Smith (1871–1943), var underofficer i marinen. Han föddes i Fredrikstad och växte upp i ett kristet hem. Han drog till sjöss när han var femton år och två år senare, när han var sjutton, började han arbeta för marinen och fortsatte med det i över 40 år. 1898, 26 år gammal, omvände han sig till Gud och kom fram till det som bildar grunden för BCC:s lära idag. Han ville dock inte att församlingen skulle förknippas med hans eget namn. Det skulle vara en trosgemenskap. Detta var starten till dagens Brunstad Christian Church.

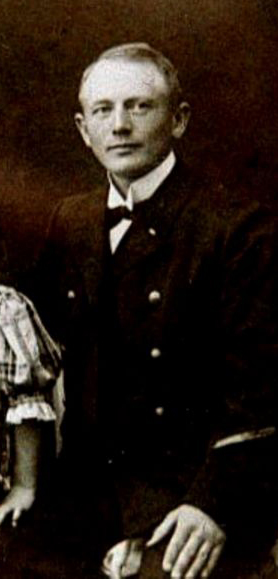
Theodor Ellefsen, ca år 1900

Smith uttalade själv på sin 70-årsdag, att hans uppgift i livet var att föra människor fram till ett personlig liv med Kristus, och att han därför inte var intresserad av att få fram en församling med så många medlemmar som möjligt, utan att han hellre ville leda den enskilde in i ett liv som lärjunge.
Till en början bestod församlingen av en vänskapskrets som samlade sig kring trosrörelsen. En av de första «vännerna» hette Theodor Ellefsen. Senare kom det flera, bland andra Smiths bror Aksel Smith, som var tandläkare, och som Johan Oscar senare brevväxlade med så länge Aksel levde. Dessa brev, samt brev som han skrev till Elias Aslaksen, finns samlade i ett bokverk som heter Johan Oscar Smiths etterlatte brever (Johan Oscar Smiths efterlämnade brev). Smith seglade med Marinen i flera år (även i den militära fiskeriövervakningen), något som gav honom möjligheten att skaffa sig vänner längs hela den norska kusten, från Oslofjorden i söder till Mehamn och Vardø i norr.
En annan viktig person var Elias Aslaksen (1888–1976) och även han hade sin bakgrund i Marinen, där han träffade Smith år 1908. Aslaksen hade en väsentlig roll i församlingens utveckling både nationellt och internationellt. Elias Aslaksen efterträdde Smith som vännernas ledare efter Smiths död år 1943 och fram till sin egen död år 1976. Ca år 1909 sökte han avsked från Marinen och fick det beviljat. År 1914 kallades han in till neutralitetsvakt och seglade under hela det första världskriget.
På grund av att Johan O. Smith och Elias Aslaksen arbetade i Marinen, spred sig BCC till en början längs den norska kusten. Det etablerades kontakter i bland annat Brevik, Fredrikstad, Kristiansand, Stavanger, Stord, Bergen, Måløy, Molde och Finnmark fylke. Det etablerades även församlingar flera ställen i inlandet och Norges huvudstad, Oslo, i början av 1900-talet.

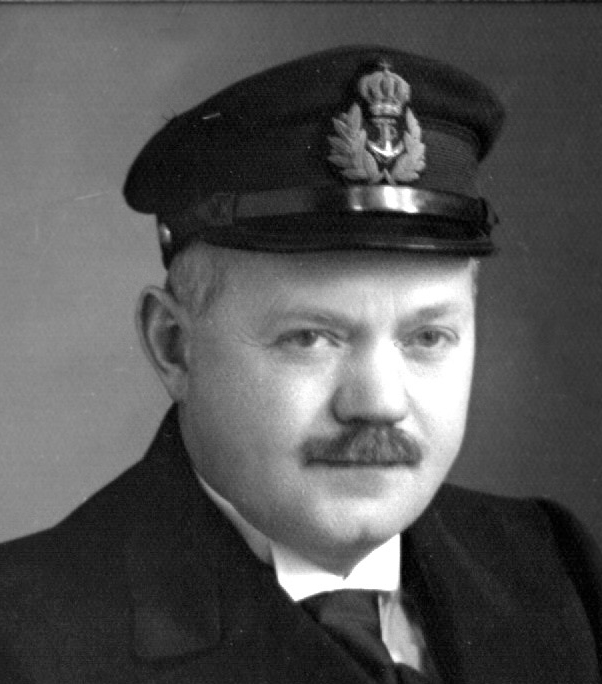
Elias Aslaksen

Församlingen växte långsamt och även så sent som år 1950 fanns det bara drygt 1 000 medlemmar i Norge och Danmark. Församlingen var inget registrerat trossamfund, men under senare tid har BCC organiserat sig med ett inofficiellt medlemsregister.
De första församlingarna utanför Norges gränser etablerades i Danmark och Sverige, där BCC hade missionsverksamhet under 1930-talet. Församlingen har sedan spridit sig till de flesta europeiska länder.
Sedan mellankrigstiden  har Brunstad Christian Church drivit enkel missionsverksamhet i Amerika, men det uppstod inga församlingar där förrän på 1960-talet. BCC har idag två större konferenscentra i Amerika. Utbredningen i Kanada och Sydamerika startade inte förrän i mitten av 1970-talet, då det etablerades församlingar i flera sydamerikanska länder. I Afrika startade utbredningen på 1970-talet, men församlingarna började inte uppstå förrän på 1980-talet och då främst i länder som Egypten, Kenya, Kamerun, Uganda, Etiopien och Eritrea. Efter apartheids fall har BCC även haft större tillväxt i Sydafrika.
Under en längre tid har Brunstad Christian Church missionerat i de östeuropeiska länderna, även innan järnridån föll. Idag finns det församlingar i de flesta östeuropeiska länderna och Smiths vänner har även tre församlingar i Australien och en rad församlingar i Asien, bland annat i Kina, Singapore och Indien. De arrangerar även årliga konferenser i Israel.

### Ledningen
Johan Oscar Smith var församlingens ledare från BCC:s start och fram till sin död år 1943. Han efterträddes av Elias Aslaksen, som även han ledde församlingen fram till sin död år 1976. Efter Aslaksen var det Sigurd Bratlie och Smiths son Aksel J. Smith som tog över ledningen. I början av 1990-talet gavs ledarrollen till Kåre Johan Smith.

## Brunstad

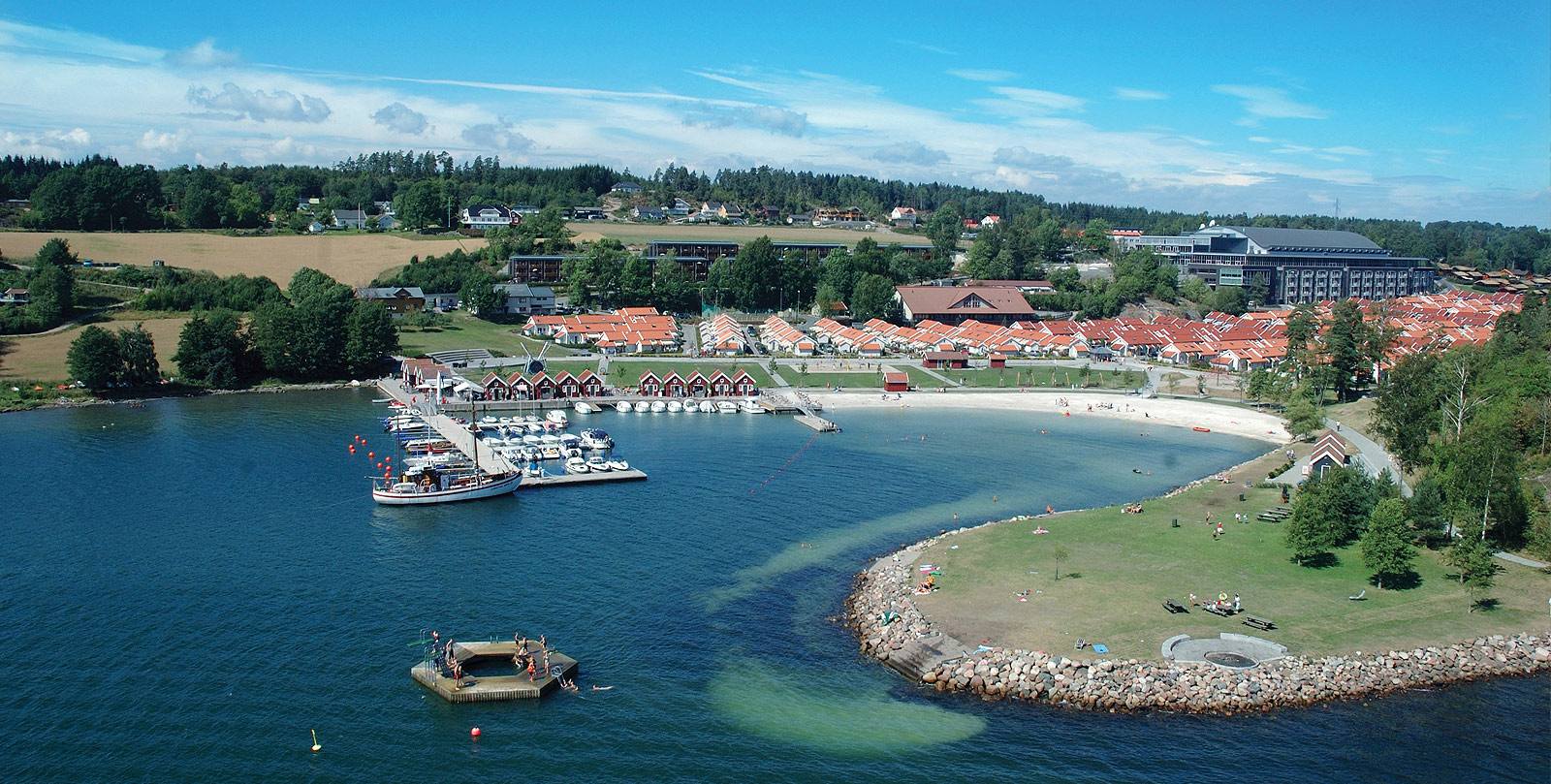
Brunstad Conference Center vid Melsomvik ägs av församlingen och används som konferenscenter, inte bara för egna möten och konferenser.

BCC köpte fastigheten på Brunstad i Stokke år 1956. Sedan dess har centret varit BCC:s internationella samlingsplats. Här arrangeras konferenser då det samlas uppemot 8 000 människor från 30 olika länder. Mötena sänds även ut till de övriga vännerna via satellit. Fram till år 2000 hölls det för det mesta interna konferenser på platsen, men situationen ändrades då BCC startade en omfattande utbyggnad av Brunstad. Den gamla församlingslokalen som rymde 4 700 människor, ersattes av en ny med 6 800 sittplatser. Det byggdes även många andra nya byggnader på fastigheten. Från och med år 2005 har centret varit öppet för externa arrangemang.
Internt inom BCC omtalas både BCC:s globala missionsverksamhet och församlingens centrala administration för Brunstad, även om många administrativa funktioner är placerade på andra geografiska platser. Detta kan även jämföras med att församlingens översta ledarskap har kallats för Styret på Brunstad, vilket är det närmaste man kan komma ett styrande råd i Brunstad Christian Church.

## Brunstad Christian Church i media
Fram till år 1978, då den dåvarande ledaren Sigurd Bratlie fängslades i Bagdad, var Brunstad Christian Church ganska anonymt inom media. Både Utrikesdepartementet och den norska kungen, Kung Olav, engagerade sig starkt för att han skulle friges. Yvonne Huslid som var anställd av UD, spelade en central roll i frigivningsarbetet, och hon har fått en plats uppkallad efter sig på Brunstad. Senare blev det utgivet en roman om Sigurd Bratlies fängsling i Bagdad med titeln Uppdrag Bagdad, skriven av författaren Kjell Arne Bratli.

## Teologi

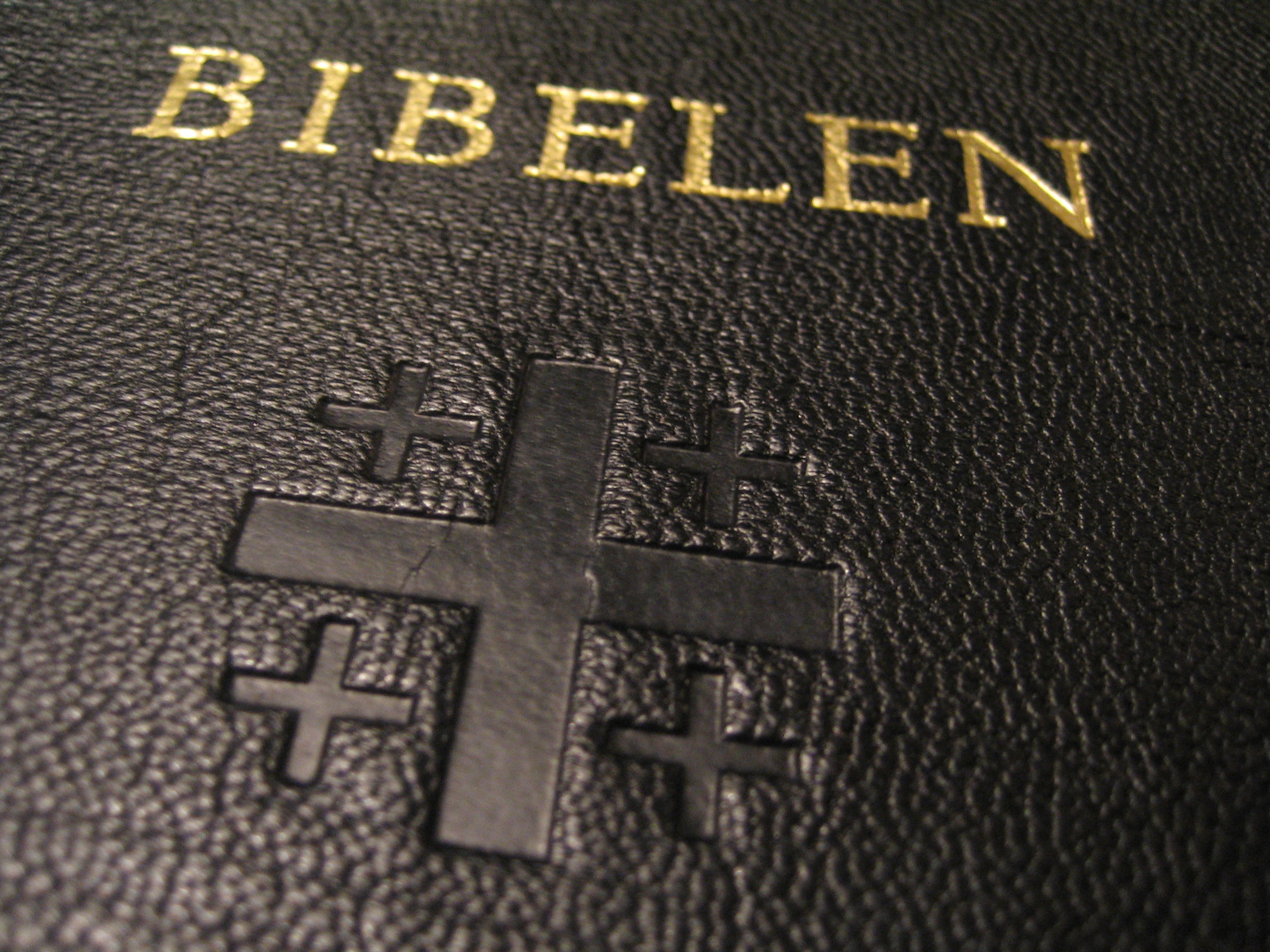
Bibeln är Brunstad Christian Churchs främsta litteratur.

Brunstad Christian Church framhåller att deras tro grundar sig på Det nya testamentet, att de tror att Bibeln är Guds ord och de utöver detta inte grundar sig på någon annan lära. Tron på Jesus som Guds son, Den Helige Ande, syndernas förlåtelse, dopet och nattvarden är grundläggande i deras lära.
Delar av BCC:s grundläggande syn sammanfaller med traditionell, konservativ, kristen teologi. Bibeln anses som Guds Ord i dess fulla bemärkelse, en ofelbar bok som i sin helhet är inspirerad («utandas») av Gud. Man uppfattar Första Moseboks urhistoria (Adam och Eva, Noa, Babels torn) som verkliga, historiska personer och händelser. Det har även av centrala personer inom rörelsen skrivits en del böcker och skrifter, som används inom församlingen utöver Bibeln, men de har inte samma status som Bibeln. Den mest centrala egenpublikationen är Johan Oscar Smiths efterlämnade brev, en samling av brev som grundläggare Johan O. Smith skrev till framförallt sin bror Aksel Smith, samt till Elias Aslaksen eller övriga familjemedlemmar.
BCC praktiserar de troendes dop genom fullständig nedsänkning i vatten. Det existerar inte någon rituell konfirmation, men de flesta lokalförsamlingarna har någon form av trosundervisning som kan anses som en parallell till den kyrkliga konfirmationen. Undervisningen kallas av de flesta lokalförsamlingarna för bibelundervisning och i de större församlingarna går ungdomar oftast på bibelundervisning i 14- eller 15-årsåldern.
BCC tror att Jesus föddes som en vanlig människa (som Adam efter fallet) och att han hade en egenvilja som stod i konflikt med Guds vilja, på samma sätt som alla andra människors egenvilja. Men genom att han aldrig agerade efter sin egen vilja, utan alltid valde att göra Guds vilja istället, fick han gudomlig natur (uppnådde hela Kristi fullhet). Hans uppståndelse från de döda menas vara beviset för att han aldrig syndade. En viktig del av BCC:s lära är att följa Jesus i denna utveckling.
Elias Aslaksen beskriver den kristnes liv i boken Kristus åpenbart i kjød:
| ” | Den Heliga Ande ska minna och leda oss på vägen som Jesu lärjungar. Genom lydnad mot Andens vägledning, så sker en inre förvandling. I detta ljus som Guds ord och Den Heliga Ande ger oss, så ser vi fler och fler sidor i vår egenvilja och våra naturliga tendenser som strider mot Guds vilja. När vi är eniga i och erkänner det som Den Heliga Ande påpekar, sker det med hjälp av Anden en renselse från denna synd. På så sätt blir livet hela tiden en vandring i större grad av erkännelse och renande. Det är denna inre förvandling som Bibeln kallar för Helgelse. | „ |

BCC har liten eller ingen formell kontakt med andra trossamfund. Ph.D. Lowell D. Streiker hävdar ändå att BCC inte menar att den är den enda församlingen med den sanna läran, utan att alla har möjligheten att bli frälsta.
| ”                           | Tror de att ingen kan bli frälst förutom i sin egen grupp? Definitivt inte. Tror de att de som tidigare tillhört gruppens medlemmar, men av någon anledning lämnat gruppen, har förspillt sin chans att bli frälsta? Jag har inte hittat några bevis på att så är tillfälle. | „ |
| – Lowell D. Streiker, Ph.D. | |   |

En analys av Geir Lie, Kristologin i Brunstad Christian Church: en missuppfattad impuls från Keswickrörelsen?, påpekar att BCC:s teologi kan vara inspirerad av den katolska mystikern Madame Guyón. Delar av Brunstad Christian Churchs förståelse av frälsningsprocessen sammanfaller även med katolicismen, men deras uppfattning av Jesu inkarnation och liv på jorden skiljer sig dock både från katolicismen och även den traditionella protestantismen. Större likheter finns dock med kenotismen, som inte accepterar att Jesus var både gudomlig och mänsklig då han levde på jorden.

## Församlingsliv

### Möten och samlingar

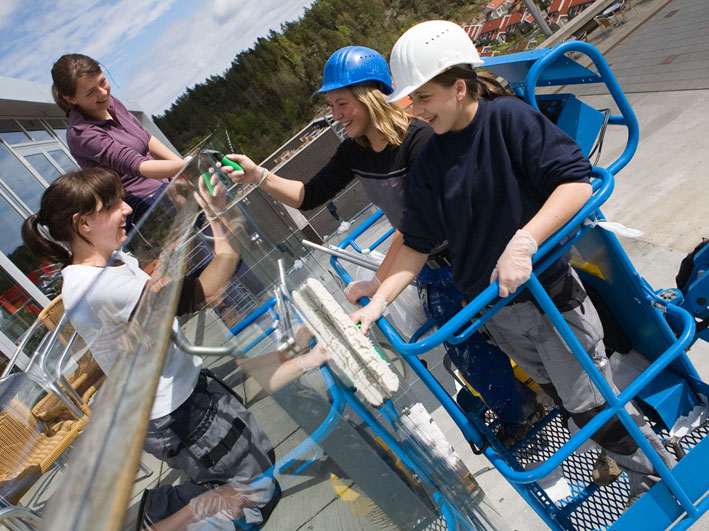
Youth Exchange Program(YEP)-arbetare på Brunstad

Lokalförsamlingarna håller ofta ordinarie möten flera gånger i veckan. Dessutom arrangeras ungdomsmöten för ungdomar och söndagsskola för barnen. Utöver mötena hålls bibelstudier, bönemöten, aktivitetsklubbar, musikövningar och diverse sportaktiviteter samt volontärarbete som täcker utgifterna för lokala projekt, resor, ungdomsprojekt eller centrala missionsprojekt.
Det organiseras regelbundna konferenser både på Brunstads internationella konferenscenter samt lokala konferenser utomlands. Brunstad Christian Church håller ofta sina möten i moderna, men enkla lokaler, utan särskild fokus på religiös utsmyckning. De senaste åren har trenden varit att man fokuserat på att först och främst bygga «aktivitetscentrum» för barn- och ungdomsaktiviteter istället för att bygga «möteslokaler».
De ordinarie mötena har samma mönster. BCC tror på att Den Heliga Ande även under mötena verkar i varje enskild medlem, och det ges därför frihet till den som önskar att bidra med det de har på hjärtat. Under ett möte kan ofta 20-40 personer ha deltagit på ett eller annat sätt, antingen med ett tal, en sång eller ett vittnesbörd.

## Barn och unga
Brunstad Christian Church tror på Bibelns ord om att «barn är en gåva från Herren», och även om det inte ges särskilda rättelinjer för familjeplanering, framstår tidvis de stora barnfamiljerna som ett tydligt drag hos rörelsen. BCC:s medlemmar bestämmer själva vem de ska gifta sig med, hur många barn de ska ha, engagemang, hushåll, hur de vill klä sig, vilken underhållning de tillåter sig och så vidare.
Internationella aktiviteter. I samband med den årliga internationella sommarkonferensen på Brunstad hålls det en egen konferens för barnen. Denna konferens innehåller färre och kortare möten som anpassats för barn och det läggs större fokus på barnaktiviteter, musikaler, shower, tävlingar, sånger och lekar. Det är ett stort engagemang kring denna konferens och varje år involveras många av BCC:s lokala församlingar i förberedelserna till aktiviteterna under konferensen. Det arrangeras internationella tävlingar för barn och unga inom såväl sång som musik och film och det koras vinnare och utdelas priser. Den årliga tävlingen Outdoor Challenge beskrivs bäst som en tuffare variant av det norska TV-programmet «Energikampen» som sänds av NRK, och finalen och prisutdelningen i denna tävling hålls under sommarkonferenserna på Brunstad. Brunstad-TV sänder många barnprogram där det huvudsakligen är barn och unga som är deltagare och producenter.
Lokala aktiviteter. Barn och unga i BCC deltar aktivt i samhället som övriga medborgare gör, som till exempel på aktiviteter som skolan arrangerar, i idrottsklubbar, i körer och orkestrar, med egna hobbyer osv. Det finns inga riktningslinjer inom BCC som styr detta engagemang. Dessutom arrangerar de flesta lokala församlingar organiserade aktiviteter för barn och unga inom till exempel sport, sång, musik, friluftsliv och multimedia. I Norge organiseras något av detta under paraplyorganisationen Aktivitetsklubben och för detta får den statligt bidrag som ideell verksamhet. Aktivitetsklubben försiggår ofta en gång i veckan och arrangeras allt eftersom vilken kompetens eller vilka resurser som finns inom den lokala församlingen eller geografiska plats denna befinner sig på.

### Kvinnors rättigheter
BCC menar att båda könen är jämställda inför Gud. Idag finns huvudsakligen manliga församlingsföreståndare, men det finns även kvinnor som varit föreståndare och de talar till församlingen och är ofta lärare. Idag organiseras församlingen som föreningar med både kvinnor och män i styrelsen, där kvinnor även är styrelseordförande.
Många menar att Johan Oscar Smith var kontroversiell och före sin tid i sin tolkning av kvinnors rättigheter i både kyrka och fria församlingar. Han var motståndare till förtryck i alla dess former och såg därför ofta med sorg på hur kvinnor blev undertryckta både inom kyrkliga kretsar och i det övriga samhället En vanlig attityd under denna tidsepok, var att kvinnor skulle tiga på mötena, men Smith hittade inga belägg för det i Guds ord. I ett brev till Elias Aslaksen, den 16 januari 1916, skriver han bland annat: «Det blir en oerhört tryckande stämning om man förbjuder kvinnor att be och profetera i församlingen, vilket inte ens skrifterna förbjuder dem att göra. Jag för min del har inte emottagit någon sådan makt av Gud.»
I oktober 1916 publicerade han ett stycke i skriften Skjulte Skatter (Dolda Skatter) med titeln ”Kvinnans position i församlingen”, där han bland annat skriver: »Nu faller det sig ofta så att kvinnan är mer andlig än de män som är närvarande. När hon då håller ett profetiskt tal i samsvar med det ljus hon har fått, kan mannen kanske lära sig en god del av detta.
Denna tradition har vidareförts och betonas även i dagens BCC. I Kjell A. Bratlis bok «Korsets vei – En fortelling om Smiths Venner» (Korsets väg – en berättelse om Smiths vänner) från 1995 (s. 153), uttrycker Kåre J. Smith följande till författaren: »Även vi får vår beskärda del av män som missuppfattar detta med underordnelse. Men vi tar ett tydligt avstånd från all kvinnoundertryckelse. Om något sådant sker, säger vi ifrån och förmanar den vederbörande. Ingen människa ska utöva makt över någon annan människa.
Johan Oscar Smith såg i Pauli brev att även han hade kvinnliga medarbetare. Därför hade han inga som helst betänkligheter över detta. Han menade att det i flera församlingar var kvinnor som hade mest insikt och visdom och därför var det gärna dem han vände sig till i olika angelägenheter.
I BCC:s historiska centrum – Forumcentret – finns en egen utställning om 15 kvinnor som genom tiderna haft en speciell betydelse för BCC.

## Mission
BCC tror på Jesu missionsbefallning och har därför från begynnelsen drivit missionsverksamhet. Detta har fört till en världsomspännande utbredning med församlingar i över 65 länder över hela världen. I kronologisk ordning, har missionsarbetet haft följande fokus:.
- 1930-talet: Skandinavien
- 1950-talet: Europa
- 1960-talet: Östeuropa, USA och Kanada
- 1970-talet: Sydamerika, Afrika, Indien, Finland
- 1980-talet: Kina, Sovjetunionen, Indonesien, Israel, Förenade Arabemiraten m.fl.

Gällande missionärer som »skickats ut« har det traditionellt sett handlat om tältmakarmission, alltså att personen som skickas ut finner sig ett ordinarie jobb på plats, istället för att avlönas av församlingen den kommer ifrån. Detta har även resulterat i att flera företag etablerats i utvecklingsländer och man har kunnat använda dessa som ett ekonomiskt fundament i missionsverksamheten. Något av poängen med denna modell är även att missionären ska motiveras av ideella skäl och inte påverkas av ekonomiska fördelar.
BCC:s tradition är att bistå med humanitärt bistånd via flera olika kanaler. I flera decennier har den tyska Mission Alte Schule förmedlat materiellt bistånd och kristen litteratur till tusentals platser på fem olika kontinenter, över hela Afrika, i Östeuropa, Sovjetunionen/Ryssland, i Sydamerika m.fl. De har även hjälpt till med att upprätta och driva lokala företag och projekt på flera platser. På senare tid bistår BCC med omfattande hjälp både materiellt och med arbetskraft på flera platser över hela världen, där det är svårt att klara sig själv.
Från år 1956 deltog BCC på Filadelfiarörelsens ekumeniska konferenser i staden Leonberg i södra Tyskland. Varje år bjöd rörelsen in personer, från flera olika kristna församlingar i Europa, att delta på den ekumeniska konferensen om Kristi återkomst. Dessa konferenser kunde samla uppemot 1500 deltagare och BCC fick tala där på lik linje med alla andra. Deras personliga stil och vittnesbörd öppnade upp för ett omfattande intresse för BCC i Europa. BCC deltog på dessa konferenser fram till mitten av 1970-talet. Under denna period växte det upp flera tiotals församlingar i både Tyskland, Holland, Schweiz, Österrike, Belgien, Frankrike och Storbritannien m.fl.
BCC har drivit missionsverksamhet bakom järnridån ända sedan 1950-talet, i länder som Ungern, Polen, Rumänien, Jugoslavien, Tjeckoslovakien, Sovjetunionen och Ukraina. Eftersom der var strängt förbjudet att driva kristen verksamhet, smugglades kristen litteratur och annat humanitärt bistånd som kunde väcka misstankar om kristen verksamhet in, inpackat i tvättmedel och andra hushållsprodukter. Missionären tog in på ett hotell med andra turister och vid privata besök gömdes bilen väl ett gott stycke utanför bebyggelsen. Trots de svåra omständigheterna var det väckelse bland folk. De samlades i privata hem till så kallade ”konferenser”, men de var ytterst försiktiga. De kunde inte släppa in fler än två-tre åt gången och sångerna sjöngs väldigt lågt. På 1980-talet kunde det samlas ända upp till 200 personer i samma hus.

### Sigurd Bratlie fängslades i Bagdad
Sigurd Bratlie räknas av många som BCC:s största missionär. Han drev en omfattande missionsverksamhet över hela världen. Hösten 1978 blev han inbjuden att besöka Bagdad i Irak av egyptiern och atomfysikern Sobhi Youssef, som han hade mött i Tyskland några månader innan. Bratlie var då på en missionsresa, hade nyligen varit i Indien, och var på väg till Egypten när han bestämde sig för att besöka sin vän Youssef i Bagdad. Sobhi Youssef var utbildad atomfysiker vid Kairos universitet och var anställd vid det prestigetunga Al-Mustansiriya University. Där undervisade han den irakiska eliten i kärnfysik. När Bratlie kom, höll de möten under flera kvällar i Youssefs hem. Det kom 20-50 personer varje kväll till dessa möten. Men en kväll arresterades alla mötesdeltagarna av den irakiska polisen och då startade en mycket svår tid för den nästan 74-årige Bratlie. Han förvarades en längre period i en kal cell, förhördes och hotades. Själv satte han hela händelsen i ett större perspektiv, såg det som ett led i sin andliga utbildning och berättade humoristiskt vid ett senare tillfälle »Så kommenderas du att vända dig, med ögonbindel, med ansiktet mot väggen. Vad vill de nu? Det är då det gäller. Det är en prövning, okay… Om du kommer till vila i situationen så kan de kommendera och hålla på bäst de vill. De kan även sätta pistolen mot din panna, men du vet att de inte skjuter om inte Gud tillåter det«. Bratlies fängsling resulterade i ett ökat intresse för BCC:s budskap över hela världen, och även i Norge uppmärksammades BCC mycket av både media och myndigheter. Till och med den norska kungen skickade ett telegram till de irakiska myndigheterna med en begäran om att frige Bratlie. Senare var både Knut Frydenlund, Thorvald Stoltenberg och Finn Kristensen på Brunstad för att lära känna BCC och Brunstad konferenscenter bättre.

### TV och Internet
Ända sedan mars 1998 har fokuset på mission via TV-sändningar varit stor i BCC.Profetisk satsing på satellitt-TV Brunstad.org Dessa visas på flera språk över hela världen. År 2010 startade BCC den interna TV-kanalen Brunstad-TV som sänder program både dag- och kvällstid i hela Europa, Mellanöstern och Nordafrika. Kanalen visar i stort sett egenproducerade program. BCC driver även en egen nätportal som kallas Brunstad.org och innehållet översätts fortlöpande till 15-20 olika språk. Portalen drivs av en egen redaktion som består av mest unga människor och den uppdateras dagligen med både filmer, bilder och artiklar av både förkunnande och refererande karaktär.

### Youth Exchange Program (YEP) och Brunstad Bibelskola

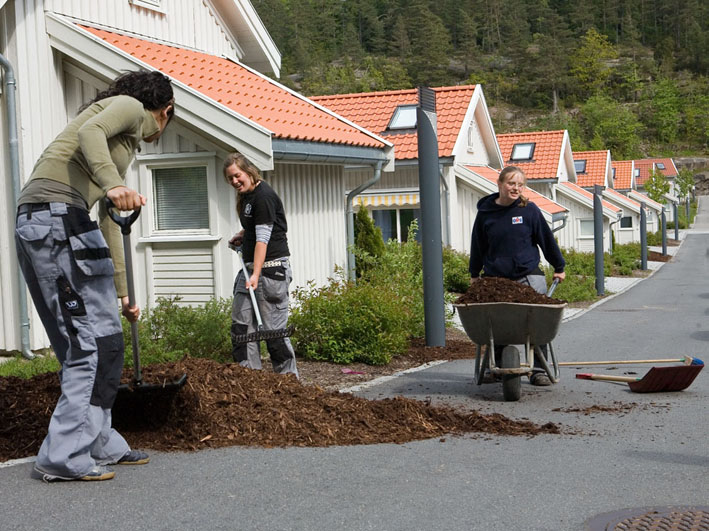
YEP-arbetare på Brunstad Conference Center

YEP upprättades i april 2002 i samband med förnyelsen av Brunstad Conference Center, och det är ett internationellt utväxlingsprogram för ungdomar mellan 18 och 25 år över hela världen som tillhör församlingen. Syftet med YEP är att ge ungdomarna större kunskap om församlingens historia och trosgrund, lära dem om missionsarbete och församlingsliv, sprida kunskap och lära dem om det norska språket och norsk kultur, bidra till respekt och tolerans genom samarbete i en multikulturell miljö samt att ge möjligheten till att kunna arbeta som volontär på församlingens konferenser och i olika projekt. YEP erbjuder ett brett utbud av undervisning och aktiviteter. Ungdomarna söker själva frivilligt till YEP när det passar dem och varje år inviteras 250 av de som sökt till att delta i YEP. År 2010 representerades YEP av 31 olika nationer.
Brunstad Bibelskola erbjuder deltidsstudier för ungdomar som fyllt 18 år och den bygger på Brunstad Christian Church konfession. Skolan startade sin undervisning år 2004 och har plats för 50 elever. Värdegrunden som skolan bygger på är: »Tro på och förståelse av Guds ord och evangelium, engagemang i kärleken till Gud och människor samt respekt och förståelse mellan människor och kulturer.

## Organisation

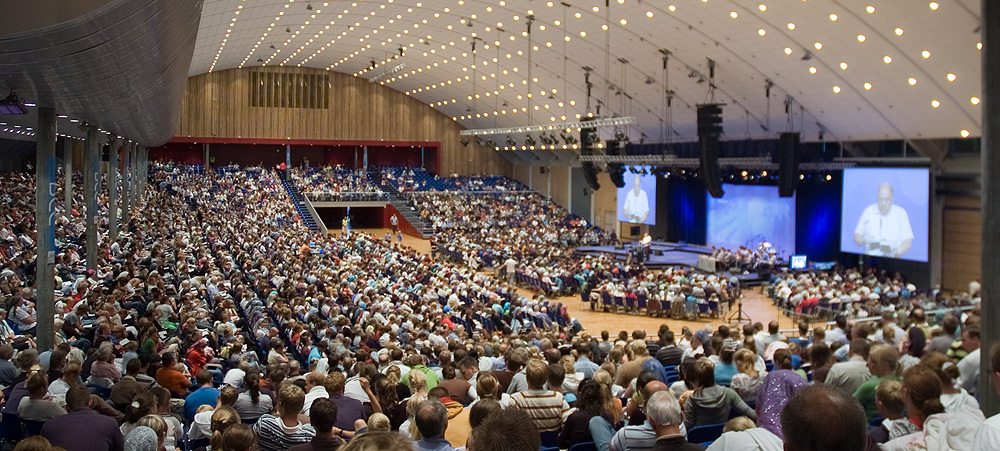
Fullsatt sal under ett möte på Brunstad Conference Center i Vestfold

Brunstad Christian Church leds av ett centralt, självsupplerande styrelse bestående av tre ledamöter. Varje lokalförsamling leds i sin tur av en tillsynsman (församlingsföreståndare) eller fler som oftast inte har någon teologisk utbildning, samt att den har ett lokalt styre som består av församlingsföreståndaren och flera medarbetare. Församlingen använder sig av demokratiska processer i flera praktiska organ inom organisationen, medan val av föreståndare och bibliska eller andliga frågor avgörs genom konsensus. BCC menar själva att det ger en bättre och mer grundig sakprocess än endast en ren demokratisk avstämning. Även godkännandet av bokföringen och ändringar i stadgarna sker genom konsensus, genom att hela församlingen enhälligt godkänner detta. De vanligast förekommande värven i en lokalförsamling består av: församlingsföreståndare, ungdomsledare, söndagsskolelärare och musikledare, samt fler uppdrag av mer eller mindre praktisk karaktär.
Brunstad Christian Church har ett eget förlag, Stiftelsen Skjulte Skatters Forlag vars ansvariga redaktör heter Sigurd Johan Bratlie. I huvudsak utger förlaget böcker och skrifter som är skrivna av framträdande eller historiska personer inom BCC. Skjulte Skatter är Smiths vänners centrala skrift som, ända sedan 1912, utges en gång i månaden. Dessutom utges häftet Mandelblomsten som riktar sig mot barn och unga. Volontärarbete är en av de viktigaste bärbjälkarna inom församlingens drift både lokalt och internationellt och det har en lång tradition inom BCC.
På senare år har BCC startat en rad olika företag. Dessa företag äger fastigheter och driver tjänsteföretag som konkurrerar på den öppna marknaden.

## Kritik
Brunstad Christian Church har mötts med kritik genom alla tider, både från kristna miljöer och från sekulärt håll. När Johan O. Smith i ung ålder omvände sig, uppsökte han flera olika kristna församlingar, men han hittade ingen som delade hans uppfattning av Bibeln. De kristna ledarna han pratade med skakade på huvudet och kallade det för vrånglära. När han i en kristen församling lät sig döpas, fick han följande vittnesbörd av mannen som utförde dopet: »Dig, Smith, kommer det aldrig att bli något av«. Ca år 1910 hade Smith ett gryende samarbete med Thomas Ball Barratt som tillhörde Pingströrelsen. Men han var oense med Barrat när det gällde delar av förkunnelsen och speciellt rörande att »syndakroppen blir borttagen vid Andens dop«, något som Pingströrelsen senare medgav var fel.
Länge var församlingen liten och den fick blygsam uppmärksamhet i de norska kristna miljöerna. Men detta förändrades radikalt i samband med en väckelsekampanj i Valdres på 1930-talet, då bland annat den karismatiska och musikaliska Elihu Pedersen fick många människor, och då framförallt ungdomar, att gå på väckelsemötena. Det uppstod en skarp strid i Bagn, där både präst, länsman och andra engagerade sig. Denna uppmärksamhet spred sig till de centrala kristna auktoriteterna i landet och det resulterade i en serie meningsutväxlingar i tidningarna om den »vrånglära som dessa 'smithevänner' förde med sig«. Senare höll Elias Aslaksen en rad möten i Oslo och han hade flera dispyter med olika ledare inom andra dissenterförsamlingar. Dessutom fick Sigurd Bratlie starkt motstånd av flera släktingar som tillhörde Pingströrelsen.
BCC får fortfarande kritik från flera håll och då framförallt från före detta medlemmar som lämnat församlingen och från religionskritiker.

### Utbrytningar
I början av 1990-talet uppstod en större konflikt då ca 450 medlemmar lämnade BCC. Före 1991 lades i kyrkan större vikt vid yttre levnadsregler såsom att kvinnorna förväntades bära långkjol och långt flätat hår, medlemmarnas familjer var ofta barnrika, man undvek sådant som tv och radio i hemmet. Under ledning av Kåre Smith började allt detta ändras i samband med den nya "väckelseriktningen", där fokus flyttades mer över till individens inre andliga utveckling i en mer karismatiskt utlevande form med helbrägdagörelse, tungomålstalande etc. Dessa förändringar skapade också inre spänningar och oenighet om vilka personer och viljor som skulle ingå i församlingens ledning.
Utbrytarna har efterhand spridits i olika riktningar och andra samfund; en del har sökt sig till den indiske predikanten Zac Poonen eller till den fria församlingen Spiren i Drammen. Tidskriften Ordets Lys har länge fungerat som ett samlande organ för de som lämnat kyrkan. Utbrytarna samlas till konferenser, och har en mild form av organisation. De flesta samlas i små husmöten i sina hemstäder, och de har så gott som aldrig kyrkobyggnader. Konferenserna hålls bl.a. på ett konferensställe som utbrytarna numera äger, Vatnar. Tidigare hyrde man andras konferensställen, såsom t.ex. Hedmarkstoppen i Hamar för sommarkonferenserna.
Några före detta medlemmar har gjort sig bemärkta genom att publicera kritiska utsagor om BCC. Alf Gjøsund och Johan Velten är några av dem. Velten skrev boken Ansatt av Gud - Et kritisk søkelys mot Smiths vänner, år 2002. Alf Gjøsund är kritisk till teologin i Brunstad Christian Church och han skildrar den svåra processen med att skilja sant och osant i de tankar han bar på, i sin bok Seier likevel.